# Koninklijke Rotterdamsche Lloyd

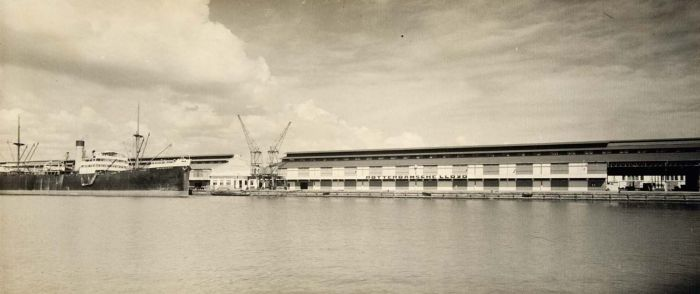
Kade van de Rotterdamsche Lloyd in de haven van Tanjung Priok, Batavia

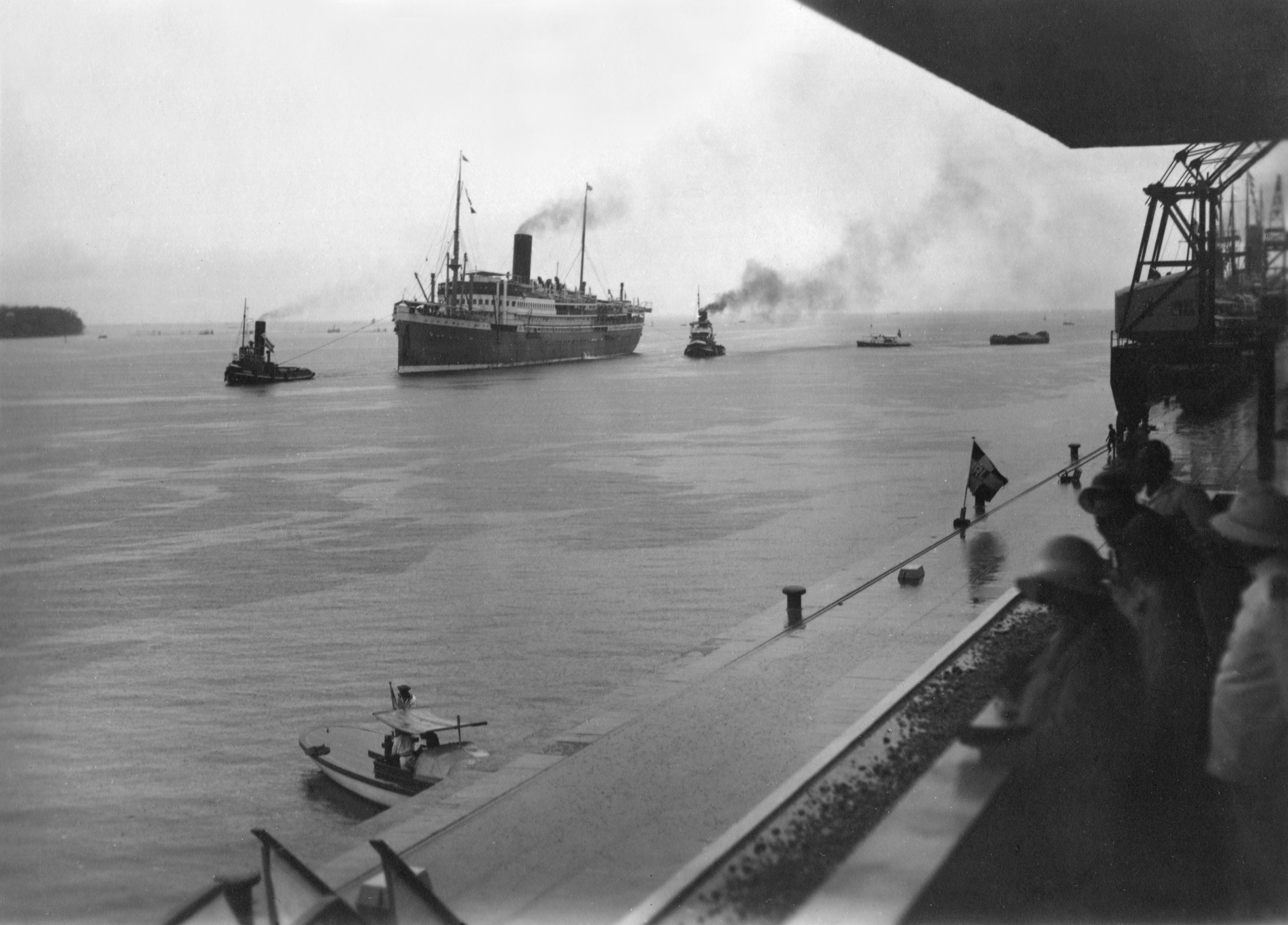
SS Patria, Rotterdamsche Lloyd. Foto hoogstwaarschijnlijk genomen in de haven van Medan: Belawan. (Foto van het schip met één schoorsteen: qua tijd grofweg tussen 1928 -1931.)

De Koninklijke Rotterdamsche Lloyd (KRL) is een Nederlandse rederij die tussen 1883 en 1970 in Rotterdam was gevestigd. Tot 1947 was de naam Rotterdamsche Lloyd (RL). In 1970 fuseerde de KRL met enkele andere Nederlandse rederijen tot de Nederlandsche Scheepvaart Unie (NSU), vanaf 1977 bekend als Nedlloyd.

## Geschiedenis
De RL werd opgericht op 15 juni 1883 waarbij zeven schepen, ondergebracht in partenrederijen en onder directie van Wm. Ruys & Zonen, in één vennootschap werden verenigd. De oorsprong van het bedrijf lag in 1839 toen de Rotterdamse reder Willem J. Ruys Dzn (1809-1889) met zeilschepen op Nederlands-Indië en het Verre Oosten ging varen. Als gevolg van de opening van het Suezkanaal breidde zijn zoon Willem Ruys (1837-1901) in 1872 het bedrijf uit met een stoombootdienst op Batavia. In 1875 richtte hij zelf de partenrederij Stoomboot Reederij ‘Rotterdamsche Lloyd’ op, waarvan de naam in 1881 werd gewijzigd in Stoomvaart Maatschappij ‘Rotterdamsche Lloyd’, en die uiteindelijk in 1883 werd omgezet in een naamloze vennootschap onder de naam Rotterdamsche Lloyd NV.

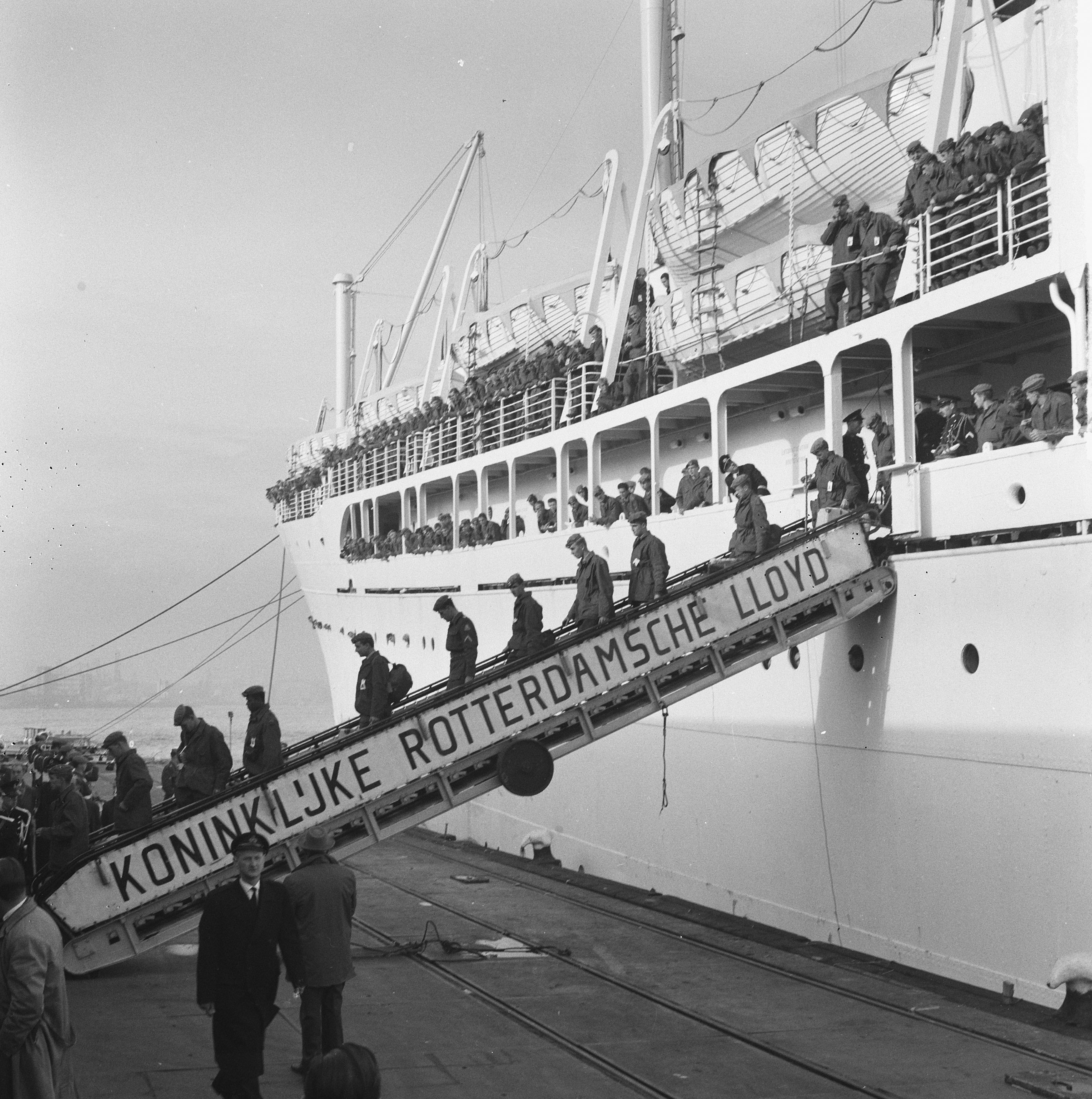
Militairen komen terug uit Nieuw-Guinea met een schip van de Rotterdamsche Lloyd in 1962.

Bij gelegenheid van de overdracht van het passagiersschip Willem Ruys op 21 november 1947 werd het predicaat Koninklijk verkregen, waarna de naam werd gewijzigd in Koninklijke Rotterdamsche Lloyd NV.
De RL richtte zich met name op de vaart vanuit Noordwest-Europa op het toenmalige Nederlands-Indië via het Suezkanaal. Later werden de activiteiten aanzienlijk uitgebreid. De RL werkte voor de vaart op Indië samen met de Stoomvaart-Maatschappij Nederland (SMN). Beide rederijen richtten in 1888 voor het inter-insulaire vervoer in Indië de Koninklijke Paketvaart Maatschappij (KPM) op.
Het vervoer ging aanvankelijk per zogenaamde mailboot, waarmee zowel passagiers, post en vracht werden vervoerd. Later ging men over op specifieke schepen zoals vrachtschepen en passagiersschepen.

## Tweede Wereldoorlog
Directeur Willem Ruys werd als gijzelaar door de Duitse bezetters gearresteerd en in 1942 gefusilleerd. De rederij verloor op het westelijk halfrond zowel als in Aziatische wateren door Duitse en Japanse oorlogshandelingen zeker tien schepen. Daaronder het SS Slamat, MS Baloeran en MS Dempo. Het vrachtschip Kertosono was in juli 1940 het eerste slachtoffer van de Duitse raider Thor. De ramp met de Slamat op 27 april 1941 was de grootste ramp uit de Nederlandse koopvaardijgeschiedenis: er kwamen 983 mensen bij om, van wie ruim 450 van de Slamat. 
Na de oorlog werd het eerste nieuwe passagiersschip van de rederij, waarvan de bouw al in 1938 begonnen was, Willem Ruys gedoopt, naar de omgebrachte directeur.

## Bekende schepen

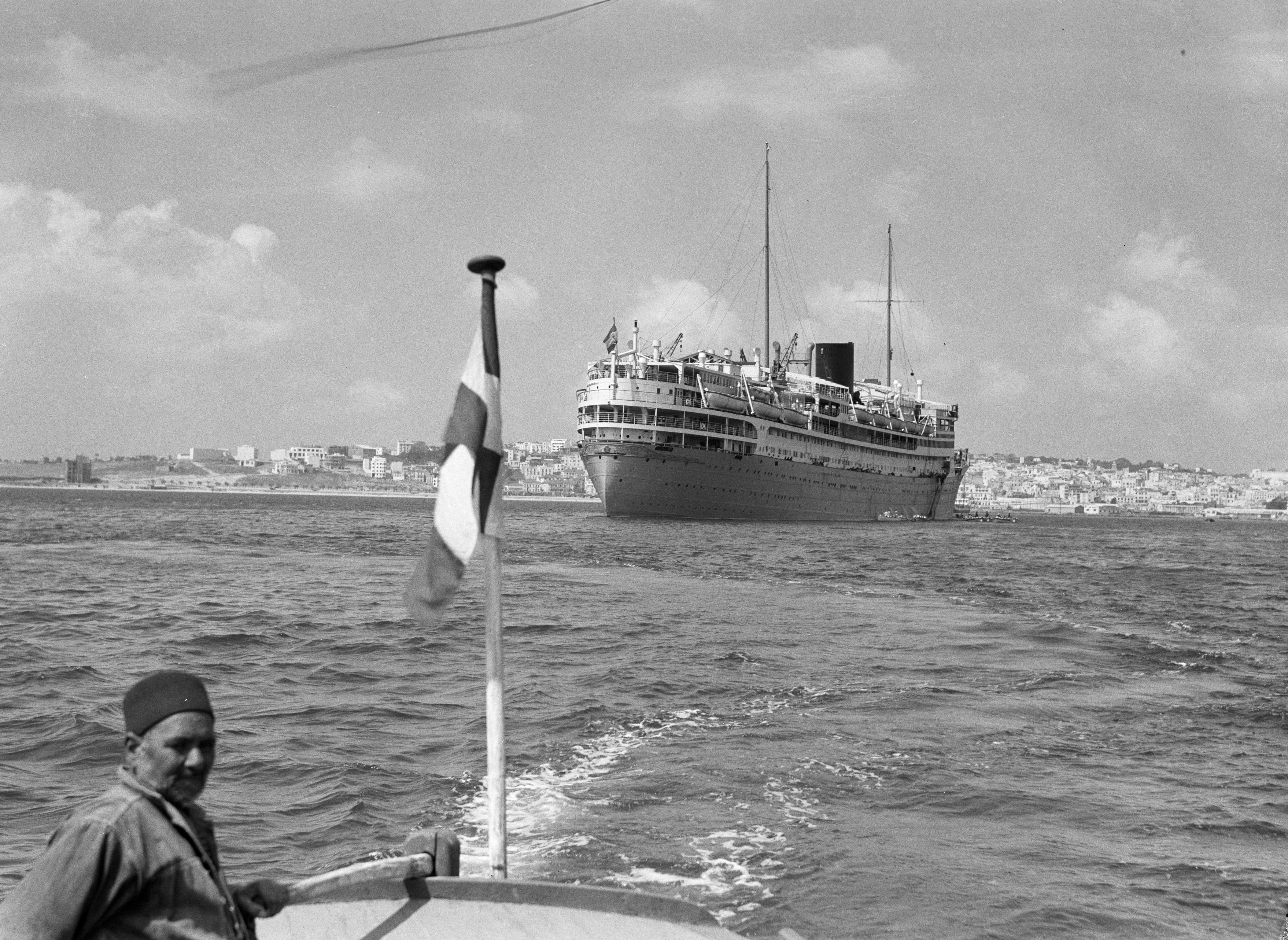
het MS Baloeran voor de rede van Tanger

Vooral de passagiersschepen kregen grote bekendheid, zoals bijvoorbeeld Indrapoera (1926-1956), Baloeran (1930-1940), Dempo (1931-1944) en Willem Ruys (1947-1964). Ook kwamen er vrachtschepen met passagiersaccommodatie.
Als gevolg van de Tweede Wereldoorlog, het ontstaan van de staat Indonesië in 1949 en het wegvallen van de oude koloniale verbanden moest de KRL op zoek naar nieuwe werkgebieden. Samen met Smit Internationale werd in 1964 Smit-Lloyd opgericht voor de exploitatie van platformbevoorradingsschepen voor de offshore.
Op 20 januari 1970 fuseerde de KRL met vier andere Nederlandse rederijen tot de Nederlandsche Scheepvaart Unie (NSU), vanaf 1977 bekend als Nedlloyd. Het archief van de KRL werd overgedragen aan het gemeentearchief van Rotterdam.

## Trivia
- Bij het 25-jarig bestaan van de Rotterdamsche Lloyd in 1908 kreeg de directie een model van de pakketboot Tabanan aangeboden.[3]